# Deutsche Gesellschaft für Akustik
Die Deutsche Gesellschaft für Akustik e. V. (kurz: DEGA) ist ein eingetragener Verein mit Sitz in Berlin, der als Dachverband der in Deutschland tätigen Akustiker fungiert.
Die DEGA organisiert die jährliche Deutsche Jahrestagung für Akustik (DAGA) und unterhält so genannte Fachausschüsse zu den unterschiedlichen Themenbereichen der Akustik. Weiterhin organisiert und koordiniert sie den „Tag gegen Lärm“, die deutsche Veranstaltung des internationalen „Noise Awareness Day“, der regelmäßig im April stattfindet.
Im Februar 2018 erschien die erste Ausgabe des Akustik Journal, welches dreimal pro Jahr erscheinen soll. Das Akustik Journal ersetzt als Publikation der DEGA das vierteljährlich erschienene DEGA-Sprachrohr. Außerdem war die DEGA beteiligt an der Fachzeitschrift Lärmbekämpfung – Zeitschrift für Akustik, Schallschutz und Schwingungstechnik (bis 2005 Zeitschrift für Lärmbekämpfung).
Der Verband ist Mitglied der European Acoustics Association, der International Commission for Acoustics sowie des International Institute of Noise Control Engineering.

## Fachausschüsse und Fachgruppen
In der DEGA existieren die folgenden Fachgruppen und Fachausschüsse:
- Arbeitsring Lärm der DEGA (ALD)
- Bau- und Raumakustik
- Elektroakustik
- Fahrzeugakustik
- Hörakustik
- Lärm: Wirkungen und Schutz
- Lehre der Akustik
- Musikalische Akustik
- Physikalische Akustik
- Sprachakustik
- Strömungsakustik
- Ultraschall
- Virtuelle Akustik
- Young Professionals[5]

## Von der Deutschen Gesellschaft für Akustik verliehene Preise

### Auszeichnungen
Seit Anfang der 1990er Jahre verleiht der Verband Preise an Wissenschaftler.
Mit dem Lothar-Cremer-Preis werden seit 1992 Nachwuchswissenschaftler für herausragende Leistungen ausgezeichnet.
Der DEGA-Studienpreis prämiert hervorragende Abschlussarbeiten und wird seit 2008 verliehen.

#### Helmholtz-Medaille
Die nach Hermann von Helmholtz benannte Helmholtz-Medaille wird seit 1991 jährlich für ein bedeutendes Lebenswerk verliehen.
Preisträger:
- 1991 Eberhard Zwicker (posthum)
- 1993 Gerhard M. Sessler
- 1994 Wolfgang Kraak
- 1995 Manfred Schroeder
- 1996 Heinrich Kuttruff
- 1997 Fridolin P. Mechel und Manfred Heckl (posthum)
- 1999 Helmut A. Müller
- 2000 Arno Lenk
- 2001 Jens Blauert
- 2002 Karl Gösele
- 2003 Wolfgang Eisenmenger
- 2004 Jürgen Meyer
- 2005 Volker Mellert
- 2006 Ernst Terhardt
- 2007 Werner Schirmer
- 2008 Frank J. Fahy
- 2009 Peter Költzsch
- 2010 Hugo Fastl
- 2011 Judith Lang
- 2012 Wolfgang Fasold
- 2013 Werner Lauterborn
- 2014 Michael Möser
- 2015 Lothar Gaul
- 2016 Joachim Scheuren
- 2017 Armin Kohlrausch
- 2018 Wolfgang Ahnert
- 2019 Diemer de Vries und Sonoko Kuwano
- 2020 Reinhard Lerch
- 2021 Karlheinz Brandenburg
- 2022 Jürgen Hellbrück
- 2023 Brigitte Schulte-Fortkamp
- 2024 Manfred Zollner

## Veröffentlichungen (Auswahl)
- DEGA-Empfehlung 101: Akustische Wellen und Felder, 2006. (PDF; 1 MB)
- DEGA-Empfehlung 103: Schallschutz im Wohnungsbau – Schallschutzausweis, 2009. (PDF; 1,5 MB)